# Polychalca
Polychalca is een geslacht van kevers uit de familie bladkevers (Chrysomelidae).
De wetenschappelijke naam van het geslacht werd in 1837 gepubliceerd door Louis Alexandre Auguste Chevrolat in Dejean.

## Soorten
- Polychalca platynota (Germar, 1824)
- Polychalca punctatissima (Wolf, 1818)